# Убийство Анвара Садата

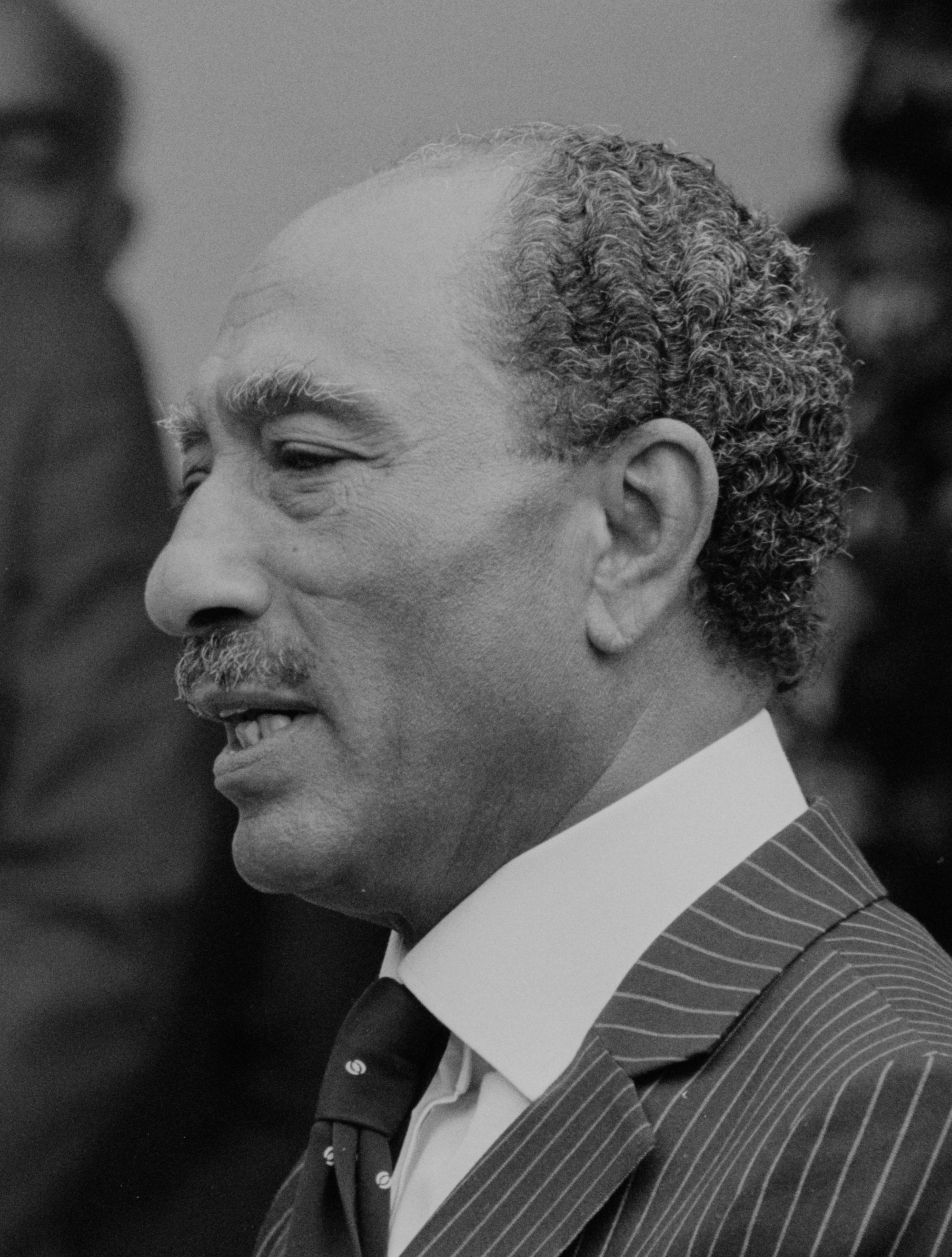
Анвар Садат

Убийство президента Египта Анвара Садата было совершено 6 октября 1981 года. Во время военного парада группа заговорщиков — исламских фундаменталистов из группировки «Египетский исламский джихад» — соскочила с грузовика перед трибуной, где сидел Садат и другие почётные гости, закидала её ручными гранатами и расстреляла из автоматов; Садат был смертельно ранен и позже умер в больнице.

## Убийство
Осенью 1981 года террористические группы исламских фундаменталистов «Аль-Гамаа аль-исламийя» и «Египетский исламский джихад», объединившись, организовали успешное покушение на президента, отомстив ему за сближение с Израилем и арест 1036 своих сторонников в сентябре.
В сентябре Садат приказал провести широкую облаву на исламистов, интеллектуалов и активистов всех идеологических течений, в ходе которой были задержаны более 1500 человек. Также была запрещена вся неправительственная пресса. Однако это не затронуло непосредственных участников подготовки покушения.
Согласно информации, собранной журналистом Лоуренсом Райтом, во главе заговора стоял полковник военной разведки Абуд эз-Зумр (ранее он несколько раз пытался убить Садата лично, но терпел неудачи). Он использовал своё официальное положение командира разведывательного батальона в Центральной военной зоне, чтобы назначать молодых исламистских офицеров на важные посты. В рамках своего плана в 1979 году он направил своего соратника лейтенанта Халеда Ахмеда аль-Исламбули в артиллерийскую часть, а затем задействовал его взвод для участия в параде 6 октября и устроил так, что плановые проверки количества боевых патронов во взводе не проводились. Его план состоял в том, чтобы «убить главных руководителей страны, захватить штабы армии и госбезопасности, здание телефонной станции и, конечно же, здание радио и телевидения, где затем будут транслироваться новости об исламской революции, что поднимет, как он ожидал, народное восстание против светской власти по всей стране». Сам эз-Зумр планировал стать главой исламской республики.
На 6 октября в Каире был намечен военный парад в честь годовщины операции «Бадр» во время арабо-израильской войны 1973 года. Парад начался ровно в 11:00 по местному времени. Приняв рапорт от командующего парадом, президент Египта в сопровождении группы высокопоставленных лиц и высших армейских офицеров поднялся на трибуну для почётных гостей. Анвар Садат занял на трибуне центральное место в первом ряду. Справа от него расположился вице-президент Хосни Мубарак, слева — военный министр Абу Газала. Всё шло по заранее намеченному распорядку: дикторы на двух языках — арабском и английском — комментировали ход парада.
Ближе к концу парада, примерно в 11:40, артиллерийский грузовик, который двигался по площади в строю военной техники, внезапно затормозил. Находившийся в нём лейтенант Халед Ахмед аль-Исламбули в десантной форме спрыгнул с машины и метнул в сторону трибуны ручную гранату. Она взорвалась, не долетев до цели. Через несколько секунд ещё пятеро десантников спрыгнули с платформы грузовика и открыли автоматный огонь по правительственной трибуне. Началась паника, Анвар Садат поднялся из кресла и произнёс: «Не может быть!» Встав неподвижно, Садат оказался мишенью для снайпера: пули пробили шею и грудь, задев лёгочную артерию. По другой версии, Садат принял происходящее за попытку подразделения выразить ему особую преданность, поскольку ранее на том же параде так поступили высадившиеся с воздуха прямо на плац парашютисты, и встал, чтобы отсалютовать в ответ. Стрельба заняла около двух минут. Садат был доставлен в госпиталь, где и скончался почти через 2 часа.

## Последствия
В ходе возникшей перестрелки были убиты или ранены некоторые присутствующие на параде члены правительства и иностранные гости — итого, считая главу государства, погибло 11 и получил ранения различной степени тяжести 28 человек. Вице-президент Хосни Мубарак был ранен в локоть. В числе погибших оказались генерал-майор Хасан Аллам, член оманской делегации генерал Халфан Насер Мохаммед, а также президентский фотограф, посол Кубы в Египте и коптский православный епископ. В числе раненых были министр обороны Ирландии Джеймс Талли и четыре офицера связи вооруженных сил США.
Один из нападавших был убит, трое других ранены и арестованы. Халед аль-Исламбули и другие участники покушения были осуждены и приговорены к смерти. В апреле 1982 года двое военных были расстреляны, а трое гражданских — повешены.
В связи с убийством в Асьюте в Верхнем Египте началось антиправительственное восстание. Повстанцы взяли город под свой контроль на несколько дней, в боях было убито 68 полицейских и солдат. Правительственный контроль не был восстановлен до прибытия десантников из Каира. Большинство боевиков, осуждённых за участие в боевых действиях, получили небольшие сроки и отсидели всего три года в тюрьме.
Убийство в целом было встречено с энтузиазмом правительствами стран исламского мира, которые считали Садата предателем после заключения мирного договора между Египтом и Израилем. Государственная газета Сирии «Тишрин» опубликовала передовицу под названием «Египет сегодня прощается с величайшим предателем», а Иран назвал улицу в Тегеране именем Исламбули. Президент Сомали Сиад Барре и президент Судана Джафар Нимейри вместе со свергнутым наследным принцем Ирана Резой Пехлеви были единственными мусульманскими политическими лидерами, присутствовавшими на похоронах Садата.